# Heideloh
Heideloh is een plaats en voormalige gemeente in de Duitse deelstaat Saksen-Anhalt, en maakt deel uit van de Landkreis Anhalt-Bitterfeld.
Heideloh telt 236 inwoners.
Er is een groot distributiecentrum van Neckermann gevestigd.